# Мјола (Виченца)
Мјола је насеље у Италији у округу Виченца, региону Венето.
Према процени из 2011. у насељу је живело 35 становника. Насеље се налази на надморској висини од 242 м.